# Kakunoshin Ohta
Kakunoshin Ohta (Shimogyō-ku, 16 giugno 1999) è un pilota automobilistico giapponese, legato alla Honda Motor Company.

## Carriera

### Super Formula
Dopo il secondo posto nella Super Formula Lights, nel 2023 è passato nella Super Formula guidano per l'Honda e il Docomo Team Dandelion Racing al fianco di Tadasuke Makino. Dopo un inizio complicato senza ottenere punti nelle prime cinque gare riesce ad ottenere un sesto posto sul circuito del Fuji. A Suzuka ottiene il terzo posto in gara uno e conquista la sua prima vittoria nella seconda gara davanti al futuro pilota di Formula 1, Liam Lawson.
Nel 2024 viene confermato dal team, anche in questa stagione il Circuito di Suzuka porta fortuna a Ohta che ottiene due vittorie. Chiude la stagione al quarto posto in classifica piloti. 

### Endurance
Kakunoshin Ohta nel 2025 intraprende un percorso nel mondo endurance guidando l'Acura ARX-06 del team Meyer Shank Racing nel Campionato IMSA WeatherTech SportsCar. Il nipponico ha ufficializzato la sua presenza per le gare più importanti del campionato, ovvero la 24 Ore di Daytona, la 6 Ore di Watkins Glen e la 6 Ore di Indianapolis. 

## Risultati

### Riassunto della carriera
| Stagione | Serie                       | Team                         | Gare | Vittorie | Pole | GPV | Podi | Punti | Pos. |
| -------- | --------------------------- | ---------------------------- | ---- | -------- | ---- | --- | ---- | ----- | ---- |
| 2018     | Formula 4 giapponese        | MYST                         | 2    | 0        | 0    | 0   | 0    | 0     | 47º  |
| 2019     | Formula 4 giapponese        | Honda Formula Dream Project  | 14   | 2        | 3    | 2   | 4    | 125   | 6º   |
| 2019     | Formula 4 francese          | FFSA Academy                 | 3    | 0        | 0    | 0   | 1    | 0     | NC†  |
| 2020     | Formula 4 giapponese        | Vegaplus                     | 9    | 0        | 0    | 1   | 2    | 68    | 7º   |
| 2021     | Formula 4 giapponese        | Honda Formula Dream Project  | 14   | 0        | 0    | 1   | 6    | 150   | 5º   |
| 2021     | Formula Regional giapponese | Rn-sports                    | 2    | 0        | 0    | 0   | 1    | 27    | 14º  |
| 2022     | Super Formula Lights        | Toda Racing                  | 18   | 4        | 6    | 7   | 12   | 108   | 2º   |
| 2022     | Super GT - GT300            | Team UpGarage                | 8    | 0        | 0    | 0   | 2    | 34    | 8º   |
| 2023     | Super Formula               | Docomo Team Dandelion Racing | 9    | 1        | 0    | 0   | 2    | 35.5  | 7º   |
| 2023     | Super GT                    | Modulo Nakajima Racing       | 8    | 0        | 0    | 0   | 1    | 19    | 5º   |
| 2024     | Super Formula               | Docomo Team Dandelion Racing | 8    | 2        | 1    | 1   | 2    | 75    | 4º   |
| 2024     | Super GT                    | Astemo Real Racing           | 8    | 0        | 1    | 0   | 2    | 43    | 10º  |
| 2024     | Super Taikyu - ST-X         | Craft-Bamboo Racing          | 5    | 2        | 2    | 0   | 0    | 110   | 2º   |
| 2025     | 24 Ore di Daytona - GTP     | Acura Meyer Shank Racing     | 1    | 0        | 0    | 0   | 0    | -     | 8º   |
| 2025     | Super Formula               | Docomo Team Dandelion Racing |      |          |      |     |      | *     |      |

† Pilota ospite, non idoneo ad ottenere punti.
* Stagione in corso.

### Super Formula Lights
(legenda) (Le gare in grassetto indicano la pole position) (Le gare in corsivo indicano Gpv)
| Anno | Team        | 1       | 2     | 3     | 4     | 5     | 6     | 7     | 8     | 9     | 10      | 11    | 12    | 13    | 14    | 15    | 16    | 17    | 18    | Punti | Pos. |
| ---- | ----------- | ------- | ----- | ----- | ----- | ----- | ----- | ----- | ----- | ----- | ------- | ----- | ----- | ----- | ----- | ----- | ----- | ----- | ----- | ----- | ---- |
| 2022 | Toda Racing | FUJ Rit | FUJ 2 | FUJ 4 | SUZ 2 | SUZ 1 | SUZ 2 | AUT 2 | AUT 1 | AUT 2 | SUG Rit | SUG 3 | SUG 5 | MOT 2 | MOT 9 | MOT 4 | OKA 1 | OKA 3 | OKA 1 | 113   | 2º   |

### Risultati in Super GT
(legenda) (Le gare in grassetto indicano la pole position) (Le gare in corsivo indicano Gpv)
| Anno | Team                   | Vettura                     | Classe | 1       | 2      | 3       | 4     | 5      | 6       | 7      | 8       | Punti | Pos. |
| ---- | ---------------------- | --------------------------- | ------ | ------- | ------ | ------- | ----- | ------ | ------- | ------ | ------- | ----- | ---- |
| 2022 | Team UpGarage          | Honda NSX GT3 Evo22         | GT300  | OKA 2   | FUJ 13 | SUZ Rit | FUJ 3 | SUZ 14 | SUG 11  | AUT 19 | MOT 4   | 34    | 8º   |
| 2023 | Modulo Nakajima Racing | Honda NSX-GT "Type S"       | GT500  | OKA 10  | FUJ 14 | SUZ 14  | FUJ 2 | SUZ 8  | SUG 11  | AUT 1  | MOT Rit | 19    | 14º  |
| 2024 | Astemo Real Racing     | Honda Civic Type R-GT GT500 | GT500  | OKA Rit | FUJ 31 | SUZ 6   | FUJ 8 | SUZ 7  | SUG Rit | AUT 14 | MOT 2   | 43    | 10º  |

### Super Formula
(legenda) (Le gare in grassetto indicano la pole position) (Le gare in corsivo indicano Gpv)
| Anno | Team                  | 1      | 2      | 3      | 4      | 5       | 6      | 7        | 8     | 9      | Punti | Pos. |
| ---- | --------------------- | ------ | ------ | ------ | ------ | ------- | ------ | -------- | ----- | ------ | ----- | ---- |
| 2023 | Team Dandelion Racing | FUJ 15 | FUJ 19 | SUZ 17 | AUT 16 | SUG 15  | FUJ 63 | MOT Rit2 | SUZ 3 | SUZ 12 | 35,5  | 7º   |
| 2024 | Team Dandelion Racing | SUZ 42 | AUT 5  | SUG 14 | FUJ NP | MOT 192 | FUJ 92 | FUJ 4    | SUZ 1 | SUZ 12 | 75    | 4º   |

### Risultati 24 Ore di Daytona
| Anno | Team                     | Co-piloti                                    | Auto         | Classe | Giri | Pos. | Class Pos. |
| ---- | ------------------------ | -------------------------------------------- | ------------ | ------ | ---- | ---- | ---------- |
| 2025 | Acura Meyer Shank Racing | Álex Palou Nick Yelloly Renger van der Zande | Acura ARX-06 | GTP    | 741  | 15º  | 8º         |